# ATE Ib
Die ATE Ib waren Schnellzug-Schlepptenderlokomotiven der k.k. priv. Aussig-Teplitzer Eisenbahn (ATE).

## Geschichte
Für die Beförderung der 100–150 t schweren Bäderschnellzüge nach Karlsbad bestellte die ATE 1886 zweifachgekuppelte Dreizylinderlokomotiven bei der Wiener Neustädter Lokomotivfabrik, welche 1887 ausgeliefert wurden. Neben den Bahnnummern 3–5 erhielten die Lokomotiven die Namen STEPHENSON, FULTON und WATT. 1897 wurden noch vier weitere Lokomotiven mit den Bahnnummern 70–73 und den Namen BURG, GERSTNER, WERSIN und REDTENBACHER beschafft.
Die Lokomotiven vermochten Schnellzüge mit 4–5 zweiachsigen Wagen zuzüglich Gepäckwagen auf der neigungsreichen Hauptstrecke der ATE zu befördern. Die 64 Kilometer lange Strecke Aussig–Komotau wurde dabei in 90 Minuten bewältigt.
Alle sieben Lokomotiven gelangten nach der Verstaatlichung der ATE (1924) noch zur Tschechoslowakischen Staatsbahn ČSD und erhielten die neue Reihenbezeichnung 253.2.
Bis Ende der 1920er Jahre wurden die Lokomotiven im Reisezugverkehr auf ihren Stammstrecken verwendet. Danach wanderten die Lokomotiven in untergeordnete Dienste ab und wurden nach und nach ausgemustert. Noch bis 1935 beförderten ATE Ib die Personenzüge auf der kurzen Verbindungsbahn zwischen Aussig Teplitzer Bahnhof und Schreckenstein. Auch vor den leichten Schnellgüterzügen „Raketa“ zwischen Aussig und Komotau wurden die Lokomotiven in den 1930er Jahren noch eingesetzt.
In den Jahren 1937 und 1938 schieden mit den Lokomotiven 253.201 und 253.204 die letzten Exemplare aus dem Betriebsbestand der ČSD aus. Von den ATE Ib blieb keine Lokomotive museal erhalten.